# Coquimbo Unido
Club de Deportes Coquimbo Unido – chilijski klub piłkarski z siedzibą w mieście Coquimbo.

## Osiągnięcia

### Krajowe
- Primera División

| zwycięstwo (0):     | –              |
| drugie miejsce (2): | 1991, 2005 (A) |

## Historia
Klub założony został 15 sierpnia 1957 roku i gra obecnie w pierwszej lidze chilijskiej. Głównym rywalem Coquimbo Unido w regionie Coquimbo jest klub Deportes La Serena.